# Stefan Kopper
Stefan Kopper, též Stephan Kopper (cca 1822 – 31. srpna 1890 Trutnov), byl rakouský politik německé národnosti z Čech, poslanec Českého zemského sněmu a starosta Trutnova.

## Biografie
Působil jako měšťan a obchodník v Trutnově. Od roku 1862 byl členem spolku Verein für Geschichte der Deutschen in Böhmen. Byl členem městské rady. V letech 1873–1885 zastával funkci starosty Trutnova. Od roku 1877 byl okresním starostou. Byl mu udělen Zlatý záslužný kříž.
V 70. letech se zapojil i do vysoké politiky. V zemských volbách v roce 1878 byl zvolen na Český zemský sněm, kde zastupoval kurii městskou, obvod Trutnov, Broumov, Police. Volba byla zpochybněna a potvrzena až roku 1880. Mandát obhájil ve volbách v roce 1883. Zvolen byl i ve volbách roku 1887. Tehdy je uváděn coby oficiální kandidát německého volebního výboru. V zemských volbách v roce 1889 už nekandidoval.
Zemřel v srpnu 1890 ve věku 68 let na mozkovou mrtvici. Krátce před smrtí se vrátil z dlouhodobého léčebného pobytu v Karlových Varech do Trutnova. Zemřel náhle ve svém domě.